# Ernest Wallon
Pour les articles homonymes, voir Wallon (homonymie).
Marie-Victor-Ernest Wallon, né le 1er mai 1851 à Montauban et mort le 10 août 1921, est un juriste français, professeur de droit et dirigeant sportif.

## Juriste et professeur de droit
En 1876, brillant étudiant de 25 ans, Ernest Wallon obtient le titre de docteur en droit : sa thèse porte sur « La condition de la dot mobilière, en droit romain et en droit français ». Il est reçu au concours de l'agrégation de droit privé en 1878. Il est nommé professeur à la Faculté de droit de l’université de Toulouse, titulaire de la chaire de droit administratif en 1885, puis de celle de droit civil en 1887.

## Dirigeant sportif
Ernest Wallon est le premier président du Stade toulousain, club de rugby à XV fondé en 1907. Il en est également le premier et le plus gros actionnaire, avec un sixième des actions pour une valeur de 10 000 francs,. 
Lors de la restauration et modernisation du site en 1921, année de son décès, le Stade des Ponts-Jumeaux est renommé « Le Wallon » à sa mémoire. Aujourd’hui, le Stade toulousain joue dans un nouveau stade appelé Stade Ernest-Wallon en l'honneur de son premier président.
À sa mort, il lègue une bourse d'études annuelle pour un étudiant de seconde année de la faculté de droit, grâce aux arrérages d'un titre de 600 francs de rente sur l'état français.